# Dellbridge Islands
Dellbridge Islands är en ö i Antarktis. Den ligger i havet utanför Östantarktis. Nya Zeeland gör anspråk på området.